# Olib (sziget)
Olib egy sziget az Adriai-tengerben, Horvátországban, Dalmácia és a Kvarner határán.

## Leírása
Olib a tizennyolcadik legnagyobb horvát sziget, amelynek területe 26,14 km2.  A sziget észak-déli irányban nyúlik el, amely kissé eltér az északnyugat-délkeleti dinári irányától. 9,5 km hosszú és 5,8 km széles. Középső részén 1,4 km-re beszűkül, itt található a sziget egyetlen települése Olib. A 33,34 km hosszú part azt mutatja, hogy Olib szigetének partja meglehetősen tagolt. A legészakibb pont a Garmina-fok, a legnyugatibb a Tale-fok, a legdélibb a Ploče-fok, a legkeletibb pedig a Kvoško-fok. Jelentős pontjai még az északnyugati Šip-fok, mely a Šip-szigettel szembenfekszik, valamint az északkeleti Arat-fok.
A partok többnyire homokosak és sekélyek. A sziget körül számos szikla és zátony található: délen a Žubinin- és a Grišni muli-zátony, északkeleten Fučin-szikla, nyugaton pedig a Kurjak-szikla. A sziget lapos és nagyon alacsony, a legmagasabb pontja a Kalac mindössze 74 m-rel emelkedik a tengerszint fölé.
Olib szigetét leggyakrabban öblei és homokos strandjai miatt látogatják. A sziget legfontosabb öblei a következők:
- Luka Olib a sziget kikötőjének öble biztonságos az északkeleti (bora), a keleti és a déli széltől. Az egyetlen veszélyt a nevera és a nyugati szél jelenti. A kikötőnek van egy hullámtörője, amelynek a külső és belső oldalán kikötőhelyek találhatók. Ahol nagyobb a mélység és biztonságosabb a kikötő, ott a hullámtörő belső része mellett a személyhajók kötnek ki. A hullámtörő mindkét oldalán valamint a kikötőtől délnyugatra kikötőbóják találhatók. Horgonyozni a kikötő előtt megengedett, ahol a homokos fenék jól tart.

- A Banve-öbölben egy római kori település maradványai találhatók. Itt áll a háromhajós Szent Pál-templom és a kolostor, amelyet a 12. század végén elhagytak.

- A Slatinica-öbölben található a sziget legszebb homokos strandja, amely a keleti szél felé nyitott. Az öböl sekély, ezért a parttól távol kell lehorgonyozni. Nem alkalmas a hosszabb tartózkodásra.

- A Sveti Nikola-öböl a Szent Miklós templom alatt található. A déli szél kivételével védett, amely nagy hullámokat okoz. Horgonyzásra alkalmas és kikötni is lehet a szárazföldre, ahol több falazott kikötőbak van.

## Földtani szerkezet
Olib többnyire felső kréta, részben eocén mészkőből épül fel. A mészkő számos karsztforma megjelenését eredményezte (víznyelők, szurdokok, barlangok, sziklák). A legnagyobb víznyelő a Cukrov dolac, amelyet masszív kőfalak és számos kőlépcső mintegy amfiteátrumként szegélyez. A kőzetben helyenként dolomit alkotóelemek is előfordulnak. A sziget középső részén tektonikai eredetű hasadék terjeszkedik.

## Vizei
A mészkőszerkezet miatt a szigeten nincsenek nagyobb felszíni vizek, de számos tavacska, forrás és kút található. A tavakat elsősorban a művelt területek öntözésére és az állatok takarmányozására használják. A szigeten régen körülbelül 50-en éltek, de a mezőgazdasági tevékenység csökkenésével számuk jelentősen csökkent. A sziget északi részén folyik az alkalmi Vodotok nevű vízfolyás.

## Éghajlat
Az éghajlat tipikusan mediterrán, enyhe és esős téllel, meleg és száraz nyárral.

## Gazdaság
A szigeten nincsenek nagy szántók, de a legintenzívebb mezőgazdasági művelés idején a sziget területének mintegy harmadát művelték. A a talajok közül a vörös talaj dominál.
Az éghajlat elősegítette a mediterrán növényközösségek fejlődését és a mediterrán mezőgazdasági növények termesztését, a száraz nyár azonban öntözőrendszer hiányában korlátozó tényező a mezőgazdaság intenzív fejlődésében.
Az olibiak mindig is mezőgazdasági termelők voltak, ami azt jelenti, hogy elsősorban olajbogyó és szőlőtermesztéssel, földműveléssel és állattenyésztéssel foglalkoztak. Ezzel szemben a szomszédos Silba és Premuda lakói inkább a tengerre orientáltak, vagyis a tengerészkedésre és a halászatra rendezkedtek be. Ennek oka valószínűleg az a tény, hogy Olib lényegesen nagyobb, mint az említett szigetek, és lényegesen több szántója van. Valamikor fontos tevékenység volt a tölgyfa exportja, különösen az Adriai-tenger partján fekvő olasz városokba.
Az utóbbi évtizedekben az olajbogyó és a szőlőtermesztés jelentősége csökkent és a szántóterületeket nagyrészt elhanyagolták. A korábban fontos állattenyésztés és sajtgyártás szinte teljesen megszűnt. Ez leginkább a fiatal népesség intenzív kivándorlásának volt a következménye.
A mezőgazdaság és állattartás gyengülésével egyidejűleg növekszik az idegenforgalom jelentősége. Olib turizmusa azonban csak a magánszálláshelyek formájában van jelen, nincs szálloda, kemping és fejlettebb turisztikai ajánlat, de még ez a kisebb számú kiadó szoba is fontos jövedelemforrás a helyiek nagy részének. Olib nyáron jelentősen eltér az Adriai-szigetek többségétől, a nagyszámú látogató és a tömeges turizmus helyett a nyáron Olib nyugodtnak tűnik, a legtöbb látogatót Olibból elszármazottak jelentik.

## Közlekedés
A szigetet napi kompjáratok vagy katamaránjáratok kötik össze a szárazfölddel, főleg Zárával. Zárán kívül kapcsolódik Mali Lošinjhoz és a környező szigetekhez (Silba, Premuda) is. Egy ideig volt egy katamaránjárat, amely összekötötte Fiumét, Rabot, Pagot, de azt megszüntették. A szigetre autóval szabad érkezni, de mivel a szigeten nincsenek aszfaltozott utak, a szigeten vezetni nem, csak parkolni szabad.

## Fordítás
- Ez a szócikk részben vagy egészben  az   Olib című horvát Wikipédia-szócikk ezen változatának fordításán alapul.  Az eredeti cikk szerkesztőit annak laptörténete sorolja fel. Ez a jelzés csupán a megfogalmazás eredetét és a szerzői jogokat jelzi, nem szolgál a cikkben szereplő információk forrásmegjelöléseként.